# Nowosiłky (hromada Czabany)
Nowosiłky (ukr. Новосілки) – wieś na Ukrainie, w obwodzie kijowskim, w rejonie fastowskim, w hromadzie Czabany. W 2001 liczyła 3761 mieszkańców, spośród których 3430 wskazało jako ojczysty język ukraiński, 315 rosyjski, 1 bułgarski, 4 białoruski, 3 ormiański, a 8 inny.